# Camillo Valle
Camillo Giuseppe Maria Egidio Valle, Conte (Valdagno, 8 maggio 1867 – Portogruaro, 6 dicembre 1931) è stato un imprenditore e politico italiano.

## Biografia
Compiuti gli studi classici si dedica inizialmente alla passione della pittura. Sull'esempio di suo padre, pioniere della bonifica delle paludi venete, si dedica dopo i vent'anni alla gestione delle aziende agricole di famiglia e promuove ulteriori opere di prosciugamento fondando la Federazione nazionale delle bonifiche, di cui è stato a lungo presidente. Per oltre dieci anni consigliere comunale e sindaco di Portogruaro, di cui è stato anche podestà negli anni del regime, è stato eletto anche nei consigli di altri comuni della provincia di Venezia, in cui ha ricoperto la carica di consigliere. Partecipa alla prima guerra mondiale come tenente colonnello degli alpini. È stato presidente del Consorzio di Lugugnara, consigliere dell'Associazione nazionale fra i consorzi di bonifica e di irrigazione, direttore del Consorzio agrario cooperativo di Portogruaro, membro del Consiglio superiore dei lavori pubblici, presidente della Federazione nazionale delle bonifiche.